# John Vanbrugh
Sir John Vanbrugh (24 de gener de 1664 - 26 de març de 1726) fou un arquitecte i dramaturg anglès, famós per haver estat el dissenyador del Palau de Blenheim. Va escriure dos polèmiques comèdies de la literatura de l'època de la Restauració anglesa, The Relapse (1696) i The Provoked Wife (1697) que actualment se segueixen representant en els escenaris, sovint envoltades de controvèrsia.
Vanbrugh va ser, en molts aspectes, un radical al llarg de la seva vida. De jove, sent un confiat whig, va formar part de la trama per enderrocar el rei Jaume II d'Anglaterra i coronar Guillem III, protegint així la democràcia parlamentària anglesa. Aquestes activitats perilloses van portar fins a la presó de la Bastilla a París com a presoner polític. En la seva carrera de dramaturg, va ofendre a diversos sectors de la Restauració i de la societat del segle xviii, no només pel caràcter obertament sexual de les seves obres, sinó també pel seu missatge en defensa dels drets de la dona dins del matrimoni. Va ser atacat per ambdues coses, i va ser un dels primers objectius del pamflet Short View of the Immorality and Profaneness of the English Stage. En la seva carrera arquitectònica, va crear el que s'ha conegut com el barroc anglès. El seu treball com a arquitecte va ser tan atrevit com el seu activisme polític i les seves obres de temes matrimonials, i va rebre nombroses crítiques procedents dels sectors més conservadors de la societat.